# Protokół internetowy
Protokół internetowy, IP (od ang. Internet Protocol) – protokół komunikacyjny warstwy sieciowej modelu OSI (warstwy internetu w modelu TCP/IP). Protokół internetowy to zbiór ścisłych reguł i kroków postępowania, które są automatycznie wykonywane przez urządzenia w celu nawiązania łączności i wymiany danych. Używany powszechnie w Internecie i lokalnych sieciach komputerowych.
Dane w sieciach IP są wysyłane w formie bloków określanych mianem pakietów. W przypadku protokołu IP, przed rozpoczęciem transmisji nie jest zestawiana wirtualna sesja komunikacyjna pomiędzy dwoma hostami, które nie komunikowały się ze sobą wcześniej.
Protokół IP jest protokołem zawodnym – nie gwarantuje, że pakiety dotrą do adresata, nie zostaną pofragmentowane, czy też zdublowane, a ponadto mogą dotrzeć do odbiorcy w innej kolejności niż zostały nadane. Niezawodność transmisji danych jest zapewniana przez protokoły warstw wyższych (np. protokół sterowania transmisją), znajdujących się w hierarchii powyżej warstwy sieciowej.